# Wolfgang Gurke
Wolfgang Gurke (* 5. Juli 1937 in Perwissau bei Königsberg; † 4. Oktober 2011 in Ballenstedt) war ein deutscher CDU-Politiker und Abgeordneter im Landtag Sachsen-Anhalt.

## Leben
Gurke, geboren 1937 in Perwissau, absolvierte nach dem Abitur 1957 an der Ingenieurschule Zwickau bis 1961 ein Studium mit Abschluss als Diplom-Wirtschaftsingenieur (FH). Anschließend war er bis 1990 beim VEB Kraftverkehr Ballenstedt, zuletzt als Fachdirektor für Wissenschaft und Technik tätig.
Gurke gehörte seit 1. April 1968 der CDU der DDR an. Seit 1990 war er Mitglied im CDU-Ortsvorstand Ballenstedt und wurde 1994 stellvertretender Kreisvorsitzender der CDU für den Kreis Quedlinburg.
Im Jahr 1990 wurde er in das Amt des Bürgermeisters der Stadt Ballenstedt gewählt, das er bis zum 3. Juli 2001 innehatte. Da seine Wiederwahl als Bürgermeister wegen seines Alters nicht mehr möglich war, kandidierte er für den Landtag. Von 2002 bis 2006 war er direkt gewähltes Mitglied des Landtages von Sachsen-Anhalt. Dort war er Mitglied im Ausschuss für Kultur und Medien sowie als stellvertretendes Mitglied in den Ausschüssen für Wohnungswesen, Städtebau und Verkehr, für Bundes- und Europaangelegenheiten und für Gesundheit und Soziales tätig.
Gurke war Vorsitzender des Vereines Schloss und Schlosspark Ballenstedt.